# Xiao Yuncong

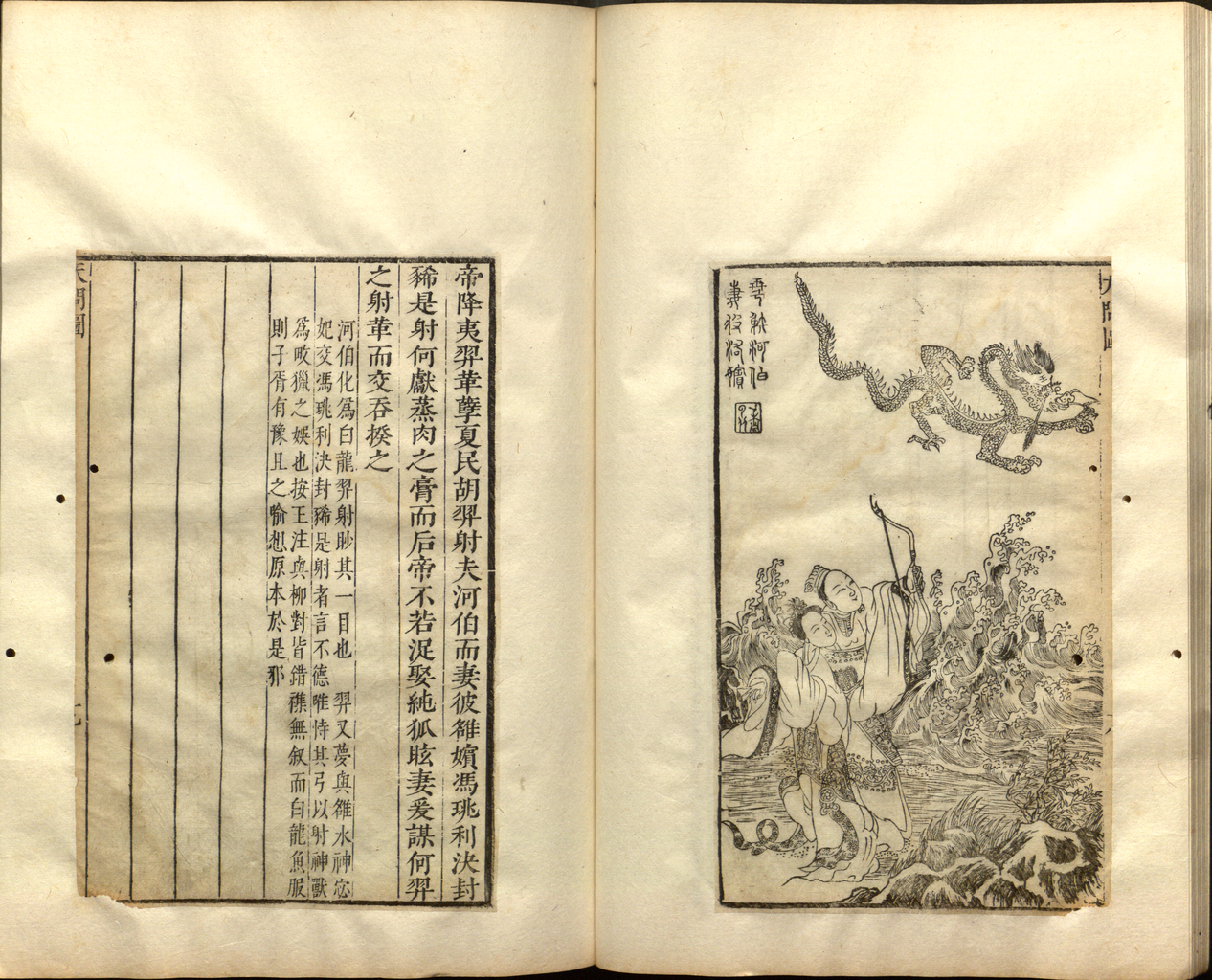
L'arquer, després de seduir l'esposa del Comte del Riu, dispara una fletxa al marit transformat en un drac

Xiao Yuncong (xinès simplificat: 萧云从; xinès tradicional: 蕭雲從; pinyin: Xiāo Yúncóng), també conegut com a Chimu, Wumen Daoren i posteriorment, Zhongshan Laoren, fou un pintor, poeta i cal·lígraf xinès que va viure a la darreria de la dinastia Ming i a inici de la nova dinastia Qing. Va néixer l'any 1596 a Wuhu, província d'Anhui i va morir el 1673. Sempre va restar fidel a la dinastia Ming. Va deixar un treball sobre cal·lígrafia.
Va ser un cèlebre pintor paisatgista. Feia servir la tècnica denominada «gui pai shu» (姑熟派) que es caracteritzava per fer servir el pinzell i pinzellades retorçades, apartant-se amb el temps de grans mestres anteriors. Amb Ding Yunpeng i altres va estar vinculat a l'Escola Anhui. Entre les seves obres destaquen: Elegia en una trobada amb dolor, Dragó alat rastrejant el terreny, Lectura a les muntanyes nevades, Roques en terrasses abruptesi Muntanyes i arbres entrenúvols. Es troben obres seves al County Museum de Los Angeles, Museu d'Art de Cleveland, el Museu del Palau de Pequín, Museu de Nanjing, el Museu Guimet de París i el Museu de Xangai.